# Miguel Flores (beisbolista)
Miguel Ángel Flores González (Monterrey, 16 de agosto de 1970) es un ex beisbolista y mánager de béisbol mexicano. Actualmente es el director deportivo de los Sultanes de Monterrey.
Flores jugó 15 temporadas en la Liga Mexicana de Béisbol, todas menos una con los Sultanes, y 16 temporadas en la Liga Mexicana del Pacífico. De 1990 a 1995, jugó en las ligas menores de béisbol de los Cleveland Guardians. En 2024, fue ingresado al Salón de la Fama del Béisbol Profesional de México.

## Primeros años
Nació el 16 de agosto de 1970 en Monterrey, Nuevo León. Jugó béisbol juvenil en la Liga Pequeña de Béisbol Obispado de Monterrey. Posteriormente, fue seleccionado para representar a Nuevo León en competencias nacionales de béisbol amateur y se trasladó a San Antonio, Texas, para jugar béisbol en la Preparatoria Luther Burbank.

## Carrera

El número 20 de Miguel Flores fue retirado por los Sultanes de Monterrey el 21 de julio de 2011.

### Cleveland Indians
Flores fue seleccionado por la organización de los Cleveland Indians en 1989 y se unió a los Burlington Indians de la Liga Apalache para la temporada de 1990. En 1991, ascendió a los Kinston Indians de la Liga de Carolina . En 1992, ascendió de nuevo a los Canton-Akron Indians de la Liga del Este Doble A. En 1994, Flores jugó para los Charlotte Knights de la Liga Internacional y en 1995 para los Buffalo Bisons de la Asociación Americana.

### Liga Mexicana
Tras seis temporadas en las ligas menores de los Indians, Flores debutó en la Liga Mexicana de Béisbol (LMB) con los Sultanes de Monterrey en 1995. Jugó con los Sultanes durante 14 temporadas, de 1995 a 2002 y de 2004 a 2009, ganando los campeonatos de la Liga Mexicana de Béisbol en 1995, 1996 y 2007 con los Fantasmas Grises. En 2003, la única temporada que no jugó con los Sultanes, jugó para los Broncos de Reynosa y los Leones de Yucatán.

### Liga Mexicana del Pacífico
Flores debutó en la Liga Mexicana del Pacífico (LMP) en la temporada 1991-92 con los Naranjeros de Hermosillo , donde ganó el Premio al Novato del Año y el campeonato de la LMP. Jugó siete temporadas con los Naranjeros hasta la temporada 2000-01. Flores también jugó para los Venados de Mazatlán, los Cañeros de Los Mochis y los Tomateros de Culiacán antes de retirarse tras la temporada 2006-07.

## Honores
El número 20 de Flores fue retirado por los Sultanes el 21 de julio de 2011 y los Naranjeros de Hermosillo el 6 de noviembre de 2019.